# AFP Popular
AFP Popular, (oficialmente conocida como Administradora de Fondos de Pensiones Popular, S.A.) es una empresa administradora de fondos de la República Dominicana. Forma parte del conglomerado financiero Grupo Popular y fue creada en 1998. Es la segunda empresa más grande del grupo, sólo por detrás del Banco Popular. Con 1.5 millones de afiliados y con fondos superiores a los RD$348 mil millones, es la administradora de fondos más grande del país.

## Historia
En 1998 el Grupo Popular lanza AFP Popular bajo un esquema voluntario, captando miles de afiliados de 35 empresas en la República Dominicana. En ese momento, el fondo contaba con más de $875 millones.
En 2000, la empresa registró a su afiliado número 100, alcanzando un fondo de RD$1,373 millones de pesos administrados.
En 2001, se promulgó la Ley 87-01 que creó el Sistema Dominicano de Seguridad Social, lo que marcó el inicio de los preparativos para la conformación de los organismos reguladores del Sistema.
Tras su habilitación en febrero de 2003 bajo el esquema obligatorio, AFP Popular comienza a administrar Planes de Pensiones de Cuentas de Capitalización Individual, bajo el esquema obligatorio establecido en la Ley.
En 2015, la empresa suscribió un convenio con el Instituto Nacional de Formación Técnico Profesional (Infotep) para fortalecer la formación en valores y ética profesional de dos mil estudiantes de carreras técnicas.
En 2018, se incorporó a la versión más reciente de la norma ISO 9001:2015 que avala el servicio de calidad bajo estándares internacionales. Ese mismo año, recibió el premio por la transacción más innovadora dentro de la industria turística de parte de la Asociación de Hoteles de la República Dominicana (Asonahores) por el financiamiento del complejo hotelero Club Med 5, Tridente Resort en Miches.
En 2021, AFP Popular y el Instituto OMG implementaron la plataforma "Yo aprendo Pensiones con AFP Popular" con el objetivo de educar a los ciudadanos dominicanos sobre el Sistema Dominicano de Pensiones basado en cuentas de capitalización individual.
En 2024, la revista Mercado reconoció a AFP Popular entre las empresas más admiradas por sus iniciativas desarrolladas.
El 9 de abril de 2025 el Grupo Popular anuncio en un comunicado el fallecimiento del presidente de AFP Popular, Eduardo Grullón, en el Colapso del techo de la discoteca Jet Set, que había ocurrido el día anterior.